# Kermit (Teksas)
Kermit – miasto w Stanach Zjednoczonych, w stanie Teksas, siedziba hrabstwa Winkler.
Nazwane na cześć Kermita Roosevelt, syna prezydenta USA Theodore'a Roosevelta.

## Demografia
Według przeprowadzonego przez United States Census Bureau spisu powszechnego w 2010 roku miasto liczyło 5 708 mieszkańców. Natomiast skład etniczny w mieście wyglądał następująco: Biali 70,8%, Afroamerykanie 2,5%, Azjaci 0,3%, pozostali 26,4%.